# Eugen Kalkschmidt

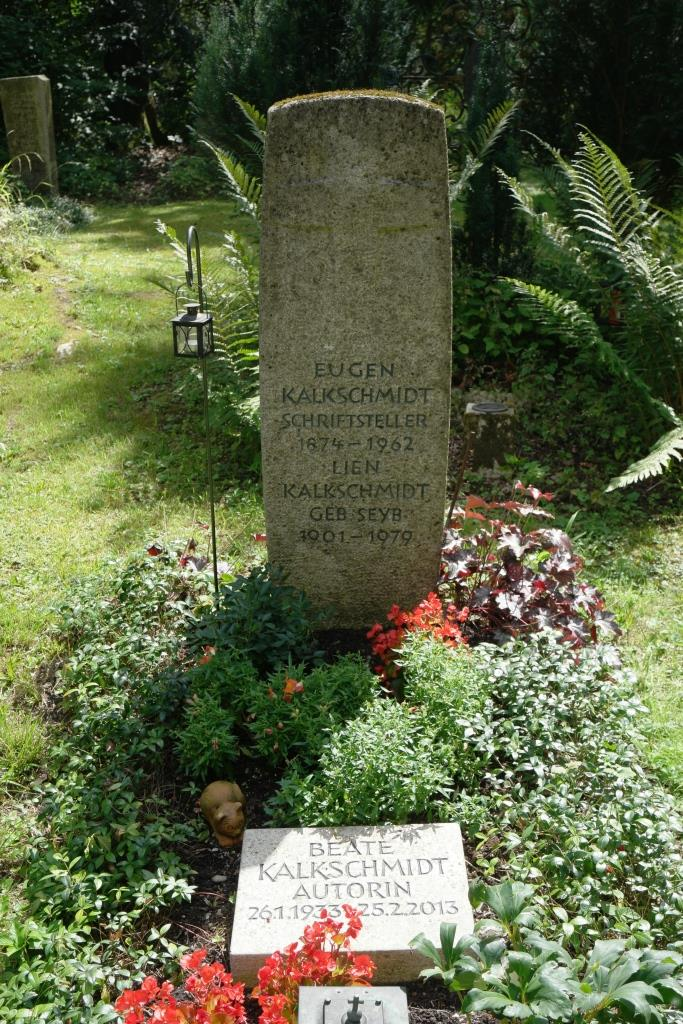
Grab von Eugen Kalkschmidt auf dem Waldfriedhof in München-Solln

Eugen Kalkschmidt (* 10. Dezember 1874 in Buddelkehmen, (heute: Budelkiemis); † 1. Februar 1962 in München) war ein deutscher Schriftsteller, Redakteur, Kunsthistoriker und Schauspieler. Am 3. Juli 1905 heiratete er die Malerin Olga Therese Batsch. Seine Tochter Beate Kalkschmidt (1933–2013) wurde ebenfalls schriftstellerisch tätig. Eugen Kalkschmidt ist auf dem Waldfriedhof in München-Solln beigesetzt.

## Leben

### Kindheit und Herkunft
Eugen Kalkschmidts Kindheit spielte sich größtenteils auf dem elterlichen Hof südlich der Stadt Memel im gleichnamigen Memelgebiet in Ostpreußen ab. Der an damaligen Verhältnissen gemessene mittlere Besitz der Familie grenzte direkt an das Gut der Großeltern mütterlicherseits, die dort schon seit dem 18. Jahrhundert ansässig waren. Der Vater (geb. am 2. September 1832), ein armer Sohn aus der Tilsiter Niederung, hatte seinen Rang als Gutsbesitzer der beachtlichen Mitgift seiner ersten Frau zu verdanken. Kalkschmidt selbst beschreibt seine Kindheit als einsam und „unter [den] trüben Gestirnen elterlicher Zwietracht“. Die leibliche Mutter war wenige Tage nach seiner Geburt gestorben. Kalkschmidt wuchs zusammen mit vier Geschwistern bei Vater und Stiefmutter auf. Trotz der häuslichen Situation und der ländlichen Abgeschiedenheit entwickelte er während seiner frühen Kindheitsjahre auf dem Gut eine starke Heimatverbundenheit, die ihn sein Leben lang prägen sollte.

### Schuljahre
Nach dem Besuch der Dorfschule wechselte Kalkschmidt aufgrund seiner guten Leistungen auf das Gymnasium in Memel. Damit begann auch sein Leben fernab des Hofes und des familiären Umfelds in wechselnden Pensionen, denn der Ort war zu weit weg, um jeden Tag wieder nach Hause fahren zu können. Zwei Jahre wurde er unter anderem auch in Latein und Französisch ausgebildet, bis ein vorsätzlich gelegtes Feuer das Wirtschaftsgebäude der Eltern samt dem nicht versicherten Inhalt vernichtete. Die finanzielle Notsituation zwang den wissbegierigen Schüler auf eine Bürgerschule mit sechs Klassen, später konnte er jedoch wieder auf ein Gymnasium in Tilsit wechseln.

### Lehrjahre
Im Alter von 14 Jahren wurde Eugen Kalkschmidt durch den Selbstmord der Stiefmutter zum Halbwaisen. Der Vater kam aufgrund des Verdachts auf Brandstiftung am eigenen Besitz in Haft, die Schuldenlast der Familie führte zu einer Zwangsversteigerung des Guts. Durch die finanzielle Hilfe der Großmutter wurden Kalkschmidt zwei weitere Ausbildungsjahre ermöglicht. Er entschied sich gegen die von ihm ersehnte höhere Bildung und fügte sich notgedrungen in eine berufliche Ausbildung. Trotz des Freispruchs des Vaters ging das Gut samt Versicherungssumme nun an den Onkel, wodurch Kalkschmidt eine landwirtschaftliche Ausbildung versagt blieb. Er verließ die Heimat und ging nach Berlin, um dort eine kaufmännische Ausbildung zu beginnen.
Der darauffolgende berufliche Werdegang war wechselhaft. Auf eine Lehrstelle als Buchhalter folgte eine Stelle bei einem Kolonial- und Delikatessenladen. Beide kündigte er.
Nach kurzer Hilfsarbeit in einem Sargmagazin begann Kalkschmidt seine dritte Lehre in einem Papiergeschäft mit Druckerei und Buchbinderei in der Nähe von Insterburg, wo er bei seiner Schwester unterkam.
Die Nähe zu Büchern übte einen großen Reiz auf ihn aus, dennoch wollte er im Alter von 15 Jahren nicht mehr „lernen wie man Geschäfte macht, sondern wie man geistige Schätze sammelt“. Für seine vierte Lehrstelle ging er zurück nach Tilsit. Dort bemühte er sich während seiner Ausbildung in der „Buch-, Kunst- und Musikalienhandlung Lohauß“ verzweifelt um das Selbststudium, wozu ihm jedoch weder Zeit noch Geld blieb. Der Buchhandel und die damit verbundenen Journal-Lesezirkel sagten ihm zwar mehr zu als die bisherigen Lehrstellen, dennoch vermisste Kalkschmidt eine genügende Stillung seines Bedürfnisses nach Wissen.
Der Bankrott seines Ausbilders führte ihn weiter zur Buchhandlung Lohberg nach Schmalkalden in Thüringen. Ca. 1892 wurde er dort im Alter von 17 Jahren Mitglied des kaufmännischen Vereins, der ihm im Rahmen von Ausflügen in die Natur etwas Bildung und ein Kennenlernen von Land und Leuten ermöglichte. Nach zwei Jahren in Thüringen schloss er seine fünfte, jedoch noch nicht letzte Lehrstelle erfolgreich ab. Ca. 1894 verließ Eugen Kalkschmidt nach der Militärausbildung seine neu gewonnene Heimat München in Richtung Hamburg. Es folgt eine Stelle als zweiter Gehilfe in einer Buch- und Seekartenhandlung, welche er nach zwei Jahren kündigte, um eine akademische Ausbildung zum Schauspieler zu machen.

### Militärdienst
Mit 18 Jahren begann für Eugen Kalkschmidt die militärische Dienstpflicht. Aus Angst vor dem für Misshandlungen berüchtigten preußischen Soldatentum meldete er sich bereits vor dem Dienstalter, um sich Garnison und Truppe selbst wählen zu können. Die Zeit für das Selbststudium hatte höchste Priorität und so fiel die Entscheidung gegen den Felddienst, auf die Ableistung des Dienstes im Bezirkskommando in München. Nach sechs Wochen Truppe trat er bereits seinen zweijährigen Schreiberdienst im Offiziersbüro an, welchen er 1894 mit dem Grad des Unteroffiziers abschloss.

### Theaterleben
Bereits während seiner Zeit beim bayrischen Militär entstand bei Kalkschmidt eine „höhere Sehnsucht [nach] den Gefilden der Kunst“. Das Theater mit seinem „Kulissenzauber“, zog ihn dabei besonders an.
1896 begann Kalkschmidts Schauspielzeit im „Königlichen Konservatorium für Musik und Theater“ in Dresden und somit auch seine siebte Lehre. Nach mehreren Gastspielen, u. a. auch am Dresdner Residenztheater, brach er die Schauspielschule nach einjährigem Studium vorzeitig ab und unterzeichnete einen Kontrakt als „Schauspieler mit Chorverpflichtung“ am Stadttheater in Flensburg. Schnell fühlte sich Kalkschmidt, der sich selbst auch sehr intensiv mit Literatur und Lyrik auseinandergesetzt hatte, von der hiesigen Theaterdichtung unterfordert.
Im Stadttheater schien ihm alles „ermüdend und kraftlos“. Es gab für ihn nur „schematische Charaktere“ und „papierne Dialoge“. Erst nach einem Wechsel zur literarischen Gesellschaft in Leipzig im Januar 1898, wo er sich drei Monate mit dem "Ibsen-Theater" auf Wanderschaft befand, änderte sich dies. Er war unter Akademikern, die Erwartungen waren anspruchsvoll. Hier kam Kalkschmidt in Kontakt mit literarischen Größen wie u. a. Frank Wedekind, der die Truppe als dramaturgischer Sekretär begleitete.

## Ansichten in Ästhetik und Kunst

### Die „Arts and Crafts-Bewegung“
Die in England ca. 1890 einsetzende „Arts and Crafts Bewegung“ war Grundlage einer allgemeinen Kunsterziehungsbewegung, die auch Deutschland erfasste. Industrialisierung und Massenproduktion zogen eine Reformbewegung zur Verbesserung der Ästhetik (u. a. in Manufakturen für Wohnungseinrichtungen) hinter sich her, welche schnell auf einen allgemeinen kunstästhetischen Anspruch überging. Es entstand ein Drang zur eigenen „ästhetischen Selbstverbesserung“ durch Amateuraktivitäten in Poesie, Kunst und Bildherstellung.
Diese Bewegung beeinflusste auch Kalkschmidt in seinem künstlerisch-ästhetischen Schaffen und bei seiner ästhetischen Weltanschauung. Zudem bereitet die „Arts and Crafts Bewegung“ den Weg für eine andere gleichgesinnte Reformbewegung, die des Piktorialismus: In der piktorialistischen Bewegung sollte die Amateurphotographie in ihrem ästhetischen Anspruch von der professionellen Photographie abgesetzt und als Kunst etabliert werden. Die Arts and Crafts Bewegung sowie der Piktorialismus bildeten die Grundlage für Zeitschriften mit künstlerisch – bzw. ästhetisch – erzieherischem Wirken, bei denen Kalkschmidt lange als Redakteur oder Schriftsteller tätig war.

### Allgemeines Kunstverständnis
Die Zeit in der Kulturhochburg München war für Eugen Kalkschmidt prägend. Die Stadt galt vor allen Dingen durch die Förderung der Künstler durch Prinzregent Luitpold als erste Kunststätte des Reiches. Kalkschmidts viele wechselnden Lehren hatten eine bestimmte Ursache: keine Tätigkeit war ihm "schöpferisch" oder „ursprünglich“ genug. Er betrachtete „die Kunst als wahre Oase des Lebens“. Dabei genügte ihm weder das rein Ästhetische noch das rein Moralische. „Das Wort von der Selbstverständlichkeit der Moral in der Kunst“ war ihm nach eigenen Aussagen „aus der Seele gesprochen“. Ästhetisches Empfinden sah er stark mit der Bildung verbunden, weshalb er sich zeitlebens unermüdlich dem Selbststudium widmete.

### Theater
Kalkschmidt betrachtete in jungen Jahren gleich Schiller das Theater als Bildungsstätte, als moralische Anstalt zur Volkserziehung. Das Höhere, Ideale, nach dem er immer zu streben versuchte, war für ihn im Theater zu finden. Die Lehrmethoden am Konservatorium wurden seinen ästhetischen Ansichten jedoch nicht gerecht. Das Theater und somit auch die Kunst schienen hier mehr einen handwerklichen routinierten Charakter zu haben und nicht das höhere schöpferische Moment, das er der Kunst zuschrieb. Auch während seiner Zeit als Schauspieler im Dienste der "Literarischen Gesellschaft" in Leipzig stieß Kalkschmidt immer wieder an die Grenzen seiner Idealvorstellungen des Theaters, bezeichnet sie später, gemessen an der Realität, sogar als „Selbstbetrug“.

### Haltung zu kunsterzieherischen Aspekten
Einer Einladung von Ferdinand Avenarius folgend, besuchte Kalkschmidt im September 1901 die ersten Kunsterziehungstage in Dresden. Allerdings konnte er der „Kunstpflege in Schule und Haus“ nicht viel Positives abgewinnen. Zwar lag ihm viel am eigenständigen Streben nach ästhetischer Selbstverbesserung, die Kunsterziehung, wie sie u. a. Avenarius im Kunstwart betrieb, sah er jedoch mehr als „aristokratische Angelegenheit“ an. Für Kalkschmidt beinhaltete Kunsterziehung in diesem Kontext eine Art „Überredung“, eine „Anerziehung“ und ein „Emporziehen“, was ihn letztendlich zur Abwendung von den kunsterzieherischen Aspekten des Kunstwart bewog, dessen ästhetischen Anspruch er jedoch immer noch schätzte.

## Schaffen

### Einfluss
Kalkschmidts schriftstellerisches und redaktionelles Schaffen stand stark unter dem Einfluss seines Freundes, dem Schriftsteller Carl Meißner, durch welchen er Bekanntschaft mit vielen künstlerischen und literarischen Größen schloss, u. a. mit Ferdinand Avenarius, dem Chefredakteur des Kunstwart. Durch den Verleger Eugen Diederichs (1867–1930) erlangte er ebenfalls erste Kontakte zur Verlagswelt sowie über dessen Mitgliedschaft im Leipziger Kreis zu bedeutenden Malern und Photographen. Später sollten durch sein Wirken beim Kunstwart und der Zeitschrift Heimat die Bekanntschaft mit Größen wie Thomas Mann (1875–1955), Leopold Weber (1866–1944), Ernst Kreidolf (1863–1956) und Albert Welti (1862–1912) seinen ästhetischen, literarischen und kunstkritischen Horizont erweitern. Auch mit Vertretern der kunstphotographischen Bewegung des Piktorialismus, genannt seien hier u. a. die Amateurphotographen Fritz Matthies-Masuren (1873–1938), Georg Heinrich Emmerich (1870–1923) und der Leiter der Hamburger Kunsthalle Alfred Lichtwark (1852–1914), kam er beruflich und privat in Kontakt.

### Schriftsteller vs. Journalist
Das schriftstellerische Schaffen Kalkschmidts begann bereits während seiner Zeit als Schauspieler in Dresden. Durch Carl Meißner lernte er während des Dresdner Kunstsommers 1897 Ferdinand Avenarius kennen, der Kalkschmidts kleine Glosse „Gegen den Hervorruf der Schauspieler“ umgehend im „Sprechsaal“ des Kunstwart publizierte. Nebenbei verfasste er seine ersten Artikel, vornehmlich Theaterkritiken, welche in verschiedenen Flensburger Zeitungen, u. a. im Flensburger Generalanzeiger, veröffentlicht wurden. Auf Drängen Carl Meißners reichte er schließlich bei Avenarius seinen Aufsatz „Über Schauspielkunst und Theaterschulen“ ein, welcher ihm daraufhin ein „unverkennbare[s] schriftstellerisches Talent“ attestierte.
Enttäuscht von der Realität der Theaterwelt übernahm er ohne jegliche Vorkenntnisse als Redakteur die provisorische Leitung des Boten für deutsche Literatur in Dresden. Es folgte ein Halbtagsdienst als Radaktionshilfe für den Callwey Verlag in München, welche u. a. die redaktionelle Überwachung des von Georg Callwey herausgegebenen Kunstwart miteinschloss. Kalkschmidts Arbeit als Redakteur weitete sich immer weiter aus, zur gleichen Zeit war er auch schriftstellerisch tätig.
1900 besuchte Kalkschmidt wegen eines Artikels für das Photographische Zentralblatt des Callwey-Verlags die Weltausstellung in Paris. 1901 wurde er Herausgeber der Halbmonatsschrift Heimat (vorher: Der Bote für deutsche Literatur) in Berlin. Gleichzeitig veröffentlichte Kalkschmidt Artikel in diversen Zeitungen und Zeitschriften, insbesondere unter architektonisch-ästhetischen Aspekten in der Innendekoration und übernimmt die Berliner Theaterkritik für den Kunstwart.
1902 zog er erneut nach Dresden, um endgültig in der Redaktion des Kunstwart einzusteigen.
1906 erschien sein erstes Buch „Großstadtgedanken. Sammlung von Anregungen aus der ästhetischen Praxis“. Nach 7 Jahren Mitarbeit am Kunstwart entschied sich Kalkschmidt für das Schreiben. Er wurde Münchner Berichterstatter bei der Frankfurter Zeitung, schrieb Bücher und Biographien, die sich größtenteils mit der Kunst und ästhetischen Fragen befassen und fand somit 1909 den Anschluss an die große Presse und das schriftstellerische Schaffen. Dennoch war er zwischen 1912 und 1923 abermals als Redakteur in der Zeitschrift Jugend tätig.

### DieHeimat
Der Bote für deutsche Literatur, Anfang 1900 in Heimat, dann Ende desselben Jahres in Deutsche Heimat umbenannt, erschien erstmals 1897 unter dem Herausgeber und Verleger Georg Heinrich Meyer in Leipzig. 1901 übernahm Kalkschmidt, nachdem er zuvor schon zeitweise für Meyer die Zeitschrift geleitet hatte, den Posten des Herausgebers von Meyers Nachfolger, Friedrich Lienhard. Die Zeitschrift enthielt u. a. literarische Aufsätze, Artikel und Mitteilungen, daneben Dichtungen in Vers und Prosa sowie Theaterberichte. Sie stand vor allen Dingen für die Ideale der Heimatkunst, Volkstum und Literatur. Kalkschmidt als Herausgeber vertrat genau wie das Blatt eine heimatverbundene „gesunde“ Dichtung gegen die zeitgenössische verstädterte und institutionalisierte Literatur. 1902 verließ er die Deutsche Heimat, deren letzte Ausgabe 1904 unter dem Herausgeber Ernst Graf zu Reventlow erschien.

### Der Callwey Verlag
Die Callwey Verlags- und Druckereigruppe, 1884 von Georg D.W. Callwey in München gegründet, publizierte um die Jahrhundertwende größtenteils praxisorientierte Fachzeitschriften zu Malerei, Photographie und Architektur. Darunter fielen u. a. die Malerzeitung Die Mappe, die Süddeutsche Photographenzeitung für Fachleute und Das photographische Zentralblatt für die Amateurphotographen. Auch der Kunstwart wurde, solang noch nicht rentabel, ab 1894 finanziell mitgetragen und später umso erfolgreicher herausgegeben.
Kalkschmidts Hilfsarbeit im Verlag schloss sowohl seine Mitarbeit bei Ferdinand Avenarius‘ Kunstwart, als auch bei den beiden verantwortlichen Redakteuren der Photographenblätter, Georg Heinrich Emmerich und Fritz Matthies-Masuren, mit ein.

### DerKunstwart
Der Kunstwart galt nicht nur für Eugen Kalkschmidt als Organ der geistigen Gegenwirkung zur Spießbürgerlichkeit der Gesellschaft Ende des 19. Jahrhunderts. 1887 von Ferdinand Avenarius (1856–1923) im eigenen Verlag und aus eigenen finanziellen Mitteln ins Leben gerufen, wurde er im Callwey Verlag schnell zum wichtigsten Diskussionsorgan ästhetischer und künstlerischer Thematiken in Kunst, Photographie, Literatur und Musik. Dies machte ihn gerade für Kalkschmidt interessant, denn er sah den Kunstwart als eine Zeitschrift für Menschen an, denen die Kunst Lebenswelt und Lebenswert war, kein Zeitvertreib. Der Kunstwart verband, in großer Nähe zu Kalkschmidts Überzeugungen, das Ästhetische mit dem Ethischen: nur der sittliche Künstler konnte Großes schaffen.
Kurz vor der Jahrhundertwende nahm der Kunstwart unter Avenarius eine immer volkstümlichere und erzieherischere Orientierung. Die volkserzieherische, praxisbezogene Anleitung zum richtigen, ästhetischen „Sehen“ stand nun im Vordergrund. Die ästhetisch-theoretische Diskussion trat zurück und somit auch Kalkschmidts Engagement, welches er 1909 beendete. Die letzte Ausgabe des Kunstwart erschien 1932.

### DieJugend
Die Münchner illustrierte Kulturzeitschrift Jugend erschien von 1896 bis 1940 im gleichnamigen Verlag. Herausgeber und Gründer war Georg Hirth (1841–1916). Eugen Kalkschmidt übernahm von 1912 bis 1923 die Hauptschriftleitung als Chefredakteur.
Die Jugend enthielt hauptsächlich literarisch kritische Kurzbeiträge, ergänzt durch moderne farbige Textillustrationen, Ornamente und Karikaturen. Zwar wurden auch die technischen Erneuerungen der Photographie genutzt, mit seinen Bemühungen die Photographie als eigenständiges künstlerisches Ausdrucksmittel zu etablieren blieb Georg Hirth jedoch ohne Erfolg. Photographische Elemente wurden in der Jugend bald nur mehr für weibliche Porträt- und Aktaufnahmen genutzt. Im Sinne Georg Hirths sollte die Zeitschrift den „zeitgenössischen Bewegungen der Jahrhundertwende in künstlerisch freier Weise gerecht werden und dabei alles Lebensvolle und Jugendliche in aller Freiheit und sinnlichen Frische vertreten.“ Die Jugend war zudem Namensgeberin der kunstgeschichtlichen Epoche des „Jugendstils“.

### Kalkschmidt und Avenarius
Der Gründer des Kunstwart, Ferdinand Avenarius, sah es als seine Aufgabe an, „die Deutschen zu echter künstlerischer Genussfähigkeit [und damit] zum wahren Menschentum überhaupt zu erziehen.“ Genau wie Kalkschmidt betrachtet er auch Goethe als den „größten ästhetischen Erzieher der Deutschen“.
Kalkschmidt pflegte ein durchaus auch freundschaftliches Verhältnis zu Avenarius, den er für sein Schaffen und Ästhetikempfinden sehr schätzte und als junger Mann verehrte.
Während Avenarius allerdings mehr Wert auf die praktische Wirkung des Kunstwart in der kunstästhetischen Erziehung der Deutschen legte, war Eugen Kalkschmidt die ästhetisch-theoretische Diskussion wichtiger. Avenarius leitete in akribisch genauer Redaktionsarbeit alle Bereiche des Kunstwart selbst, Kalkschmidt lag seit jeher mehr an dem Schriftstellerischen, dem Hervorbringen von Kunst in Poetik und Ästhetik sowie deren kritische Betrachtung. Zudem hatte er nach eigener Aussage nicht genug kunsterzieherischen Ehrgeiz, um gleich Avenarius an der volkserzieherischen Praxis teilzunehmen.

## Ehrungen
Kalkschmidts wissenschaftlicher Nachlass wird in der Monacensia in München verwahrt. Dort ist auch der „Eugen-Kalkschmidt-Weg“ nach ihm benannt. Für seinen Einsatz im Ersten Weltkrieg bekam er u. a. das Ehrenkreuz für Frontkämpfer, den Militärverdienstorden 3. und 4. Klasse sowie das Eiserne Kreuz 2. Klasse verliehen.

## Zitate
- Über Schauspielerei und literarisches Schaffen:

[…] [W]enn ich schon hungern und darben sollte, dann nicht für das ewig Vergängliche – Unzulängliche einer Halbkunst, dann lieber teilnehmen am schöpferisch geistigen Leben des Schrifttums, der Poesie und Kunst, am Höhenflug der ›dauernden Gedanken‹.
- Über die Zusammenarbeit mit Matthies – Masuren in München:

Freiheit hieß die Parole, Freiheit vom Zwang des Elternhauses und der Schule, Freiheit von alter Überlieferung, Freiheit für die Kunst wie für das Leben, aber eine Freiheit möglichst mit Geist und Grazie.
- Über den Kunstwart:

So etwas gab es im damaligen Deutschland nicht, wo die Künste in der satten Atmosphäre der Guten Stube dahinkümmerten […].
Kreuz und quer durch Deutschland hatte das Geschick mich nun in einen Hafen geführt, von dem aus ich meine Fähigkeiten an größeren Zielen erproben durfte.
- Aus Großstadtgedanken:

Gedanken sind es, geerntet im besinnlichen Schlendern über die buntesten Felder unserer neu aufgrünenden ästhetischen Kultur. Laiengedanken also, weil ihnen jede gestreng aufbohrende Wissenschaftlichkeit ebenso fehlt, wie letzten Endes der Ehrgeiz dazu.

## Werke (Auswahl)
- Großstadtgedanken. Studien und Ratschläge aus der ästhetischen Praxis. München 1906.
- Deutsche Freiheit und deutscher Witz. Hamburg 1928.
- Deutsche Sendung im Ostland. Köln 1936.
- Preußische Profile. Hamburg 1940.
- Moritz von Schwind. Der Mann und das Werk. München 1943.
- Von Memelland bis München. Erinnerungen. Hamburg 1948.
- Carl Spitzweg und seine Welt. München 1945.
- Biedermeiers Glück und Ende. München 1957.